# Tollarp
Tollarp – miejscowość (tätort) w południowej Szwecji, w regionie administracyjnym (län) Skania (gmina Kristianstad).
W 2010 Tollarp liczył 3284 mieszkańców.

## Geografia
Miejscowość jest położona w północno-wschodniej części prowincji historycznej (landskap) Skania, ok. 16 km na południowy zachód od Kristianstad przy drodze E22 w kierunku Malmö.
Na południowy zachód od Tollarpu rozciąga się pasmo wzgórz Linderödsåsen. Przez miejscowość przepływa rzeka Vramsån, prawy dopływ Helge å.

## Historia
Do lat osiemdziesiątych XIX wieku Tollarp był niewielką wsią w pobliżu kościołów parafialnych w Östra i Västra Vram. Do szybkiego rozwoju miejscowości przyczyniła się budowa nieistniejących już linii kolejowych, zapewniających połączenia m.in. z Malmö przez Hörby oraz z Åhus i Kristianstad. Tollarp staje się osadą kolejową, powstają pierwsze zakłady przemysłowe. Najstarszym przedsiębiorstwem są działające od 1880 r. zakłady mechaniki precyzyjnej Erik A Olssons Mekaniska Verkstad AB. W 1903 w Tollarp zostały założone zakłady przetwórstwa owocowo-warzywnego Önos.
W latach 1913–1957 Tollarp miało status municipalsamhälle w ramach gminy Västra Vram (Västra Vram landskommun). W 1952 scalono dotychczasowe gminy wiejskie (landskommuner) Linderöd, Östra Vram i Västra Vram i utworzono gminę Tollarp (Tollarp landskommun), którą w 1974 r. włączono w skład gminy Kristianstad.